# Sinagoga vecchia Beth-El di Detroit / Teatro Bonstelle di Detroit
La sinagoga vecchia Beth-El di Detroit, così denominata dal nome della congregazione la edificò nel 1902-1903, è il più antico edificio sinagogale oggi esistente a Detroit. Nel 1924 la congregazione si trasferì in un edificio più grande, la sinagoga nuova Beth-El di Detroit / Lighthouse Cathedral. La sinagoga vecchia fu venduta e trasformata in un teatro, il Teatro Bonstelle di Detroit, oggi proprietà della Wayne State University.

## Storia e descrizione
La congregazione Beth-El, la più antica di Detroit, si era costituita nel 1850. La costruzione della prima sinagoga monumentale sulla strada principale di Detroit, la Woodward Avenue, era un'affermazione pubblica del prestigio acquisito dalla comunità agli inizi del Novecento.
Il terreno fu acquistato nell'aprile del 1901 e i lavori preparatori cominciarono nel novembre dello stesso anno. La realizzazione del progetto fu affidata all'architetto Albert Kahn, un membro della congregazione. La prima pietra fu ufficialmente posta il 23 aprile 1902 e la cerimonia di inaugurazione si tenne il 18-19 settembre dello stesso anno.
Kahn ideò un edificio neoclassico in forma di tempio classico secondo una moda allora diffusa. Sulla facciata, due colonne doriche sostenevano un frontone classico. Il corpo della sinagoga con la grande cupola schiacciata richiama il modello del Pantheon di Roma. Un piccolo piazzale pavimentato in pietra si estendeva in fronte all'ingresso.
Nel 1924 la congregazione si trasferì in un edificio più grande, la sinagoga nuova Beth-El di Detroit / Lighthouse Cathedral, in una locazione più a nord sulla stessa Wooward Avenue, più vicina ai nuovi quartieri di residenza dei membri della comunità. La sinagoga vecchia fu venduta all'attrice ed impresario Jesse Bonstelle che ne fece la sede della propria compagnia. I lavori di ristrutturazione e conversione della sinagoga in teatro furono compiuti nel 1925 dall'architetto C. Howard Crane. Il nuovo teatro fu dapprima chiamato Bonstelle Playhouse; divenne Teatro Civico di Detroit (Detroit Civic Theatre) ed un cinema nel 1932 (il Mayfair Motion Picture Theater). Nel 1936, quando Woodward Avenue fu allargata, l'edificio perse il piazzale di ingresso e le due massicce colonne sulla facciata.
Nel 1951, l'edificio fu preso in affitto e quindi acquistato nel 1956 da Wayne State University e rinominato Bonstelle Theatre in onore di Jesse Bonstelle. Da allora la storia dell'edificio è strettamente connessa con quella del Dipartimento di Teatro dell'università.
Nel 1982 l'edificio è stato inserito nel National Register of Historic Places, e nel 2003 Wayne State University ha celebrato il centesimo anniversario della sua costruzione con una mostra documentaria.